# Procottus
Procottus is een geslacht van straalvinnige vissen uit de familie van de diepwaterdonderpadden (Abyssocottidae).

## Soorten
- Procottus gotoi Sideleva, 2001
- Procottus gurwicii (Taliev, 1946)
- Procottus jeittelesii (Dybowski, 1874)
- Procottus major Taliev, 1949